# Got a Lot o' Livin' to Do!
〈Got a Lot o' Livin' to Do!〉는 엘비스 프레슬리의 노래로, 1957년 장편영화 《러빙 유》의 사운드트랙 가운데 한 곡이다.
에런 슈로더와 벤 와이스먼이 작곡했다. 와이스먼의 경우 프레슬리가 영화에 들어갈 곡을 취입하던 사이 몸소 할리우드로 그를 내방한 바 있다. 그 경험을 엘비스는 후일 이렇게 묘사해 놓았다. "그 친구를 쳐다보고는, 웃어 주고, 이름을 묻고, 무슨 일로 스튜디오에 있냐 물었죠. 자기는 벤 와이스먼이고, 〈Got a Lot o' Livin' to Do!〉를 쓴 사람이라 하더군요. 저는 그 자를 향해 이리 오라고 고함을 치곤 같이 노래를 불렀죠. 그날 이후로 벤과 저는 아주 좋은 친구가 되었고, 그 친구, 내게 57곡이나 지어준 거 있죠. 이게 다 우연한 만남 덕이라니!"
사후 와이스먼은 프레슬리에게 가장 많은 곡을 납품한 인물이 되었다.
유럽에서는 〈Party〉를 이면으로 삼아 싱글로도 발매되었다. 이 두 곡 모두 영국 싱글 차트에 올랐는데, 〈Party〉는 10월 10일날 최고 2위에 15주 등재를 유지하고, 〈Got a Lot o' Livin' to Do!〉는 10월 24일날 최고 17위에 4주 등재를 유지했다.